# Københavns Hovedbanegård
Københavns Hovedbanegård ("Kopenhagens hoofdstation") of kortweg København H is het grootste spoorwegstation van de Deense hoofdstad Kopenhagen. Het station bedient alle langeafstands- en de meeste regionale verbindingen op Seeland, evenals zes van de zeven S-toglijnen. Het metrostation naast het station is via de reizigerstunnel met de perrons verbonden.
Het station wordt dagelijks gebruikt door 41.500 S-treinen en 62.100 langeafstandstreinreizigers met in totaal 103.600 treinreizigers per dag. Het station heeft de op één na grootste reizigersstroom van het land, na station Nørreport met 147.000 reizigers per dag.
In Denemarken worden twee treinstations Hovedbanegård genoemd, het andere is Aarhus Hovedbanegård

## Geschiedenis

### 1847-1864
De eerste Deense spoorlijn, de Vestbanen, tussen Kopenhagen en Roskilde werd aangelegd door de Sjællandske Jernbaneselskab (SJS). Op 26 juni 1847 werden het station en de lijn feestelijk geopend door koning Christiaan VIII. Voor de opening schreef de componist H.C. Lumbye, het later beroemde, muziekstuk Københavns jernbanedampgallop, dat samen met twee andere stukken van Lumbye in 2006 werd opgenomen in de cultuurcanon.
Het station werd gebouwd in de Dronningens Enghave, een voormalige koninklijke lusthof net buiten de stadswallen van Kopenhagen bij de Vesterport. De sporen lagen haaks op die van het huidige station in het verlengde van de Stampesgade ter hoogte van de reizigerstunnel die aansluit op het metrostation aangezien de spoorlijn destijds een tracé over de Halmtorvet en de Søder Boulevard volgde. Het station lag binnen de demarcatielijn zodat het snel verwijderd moest kunnen worden in geval van een militaire dreiging. Hierom waren stenen gebouwen niet toegestaan en het station was dan ook een eenvoudig houten gebouw van één verdieping op een zeer hoge bakstenen kelderverdieping. Het wordt, net als het nog bestaande bakstenen station van Roskilde, toegeschreven aan een vrij onbekende architect genaamd L.F. Meyer (of Meier), maar anderen zijn van mening dat het gebouw kan worden toegeschreven aan de architect H.C. Stilling, omdat er sterke overeenkomsten zijn tussen het treinstation en de achtbaan van Stilling in Tivoli.
Beide gebouwen zijn beïnvloed door de Italiaanse landelijke architectuur en Stilling was een van de meest bedreven architecten van deze Italiaanse stijl. Door de opdrachten in Tivoli had hij bovendien gedegen kennis van houtbouw. Beide stationsgebouwen worden gekenmerkt door twee torens zonder torenspits, maar met een balustrade. In Roskilde zijn de balustrades in 1873 vervangen door een piramidedak, het station in Kopenhagen werd in 1865 afgebroken.

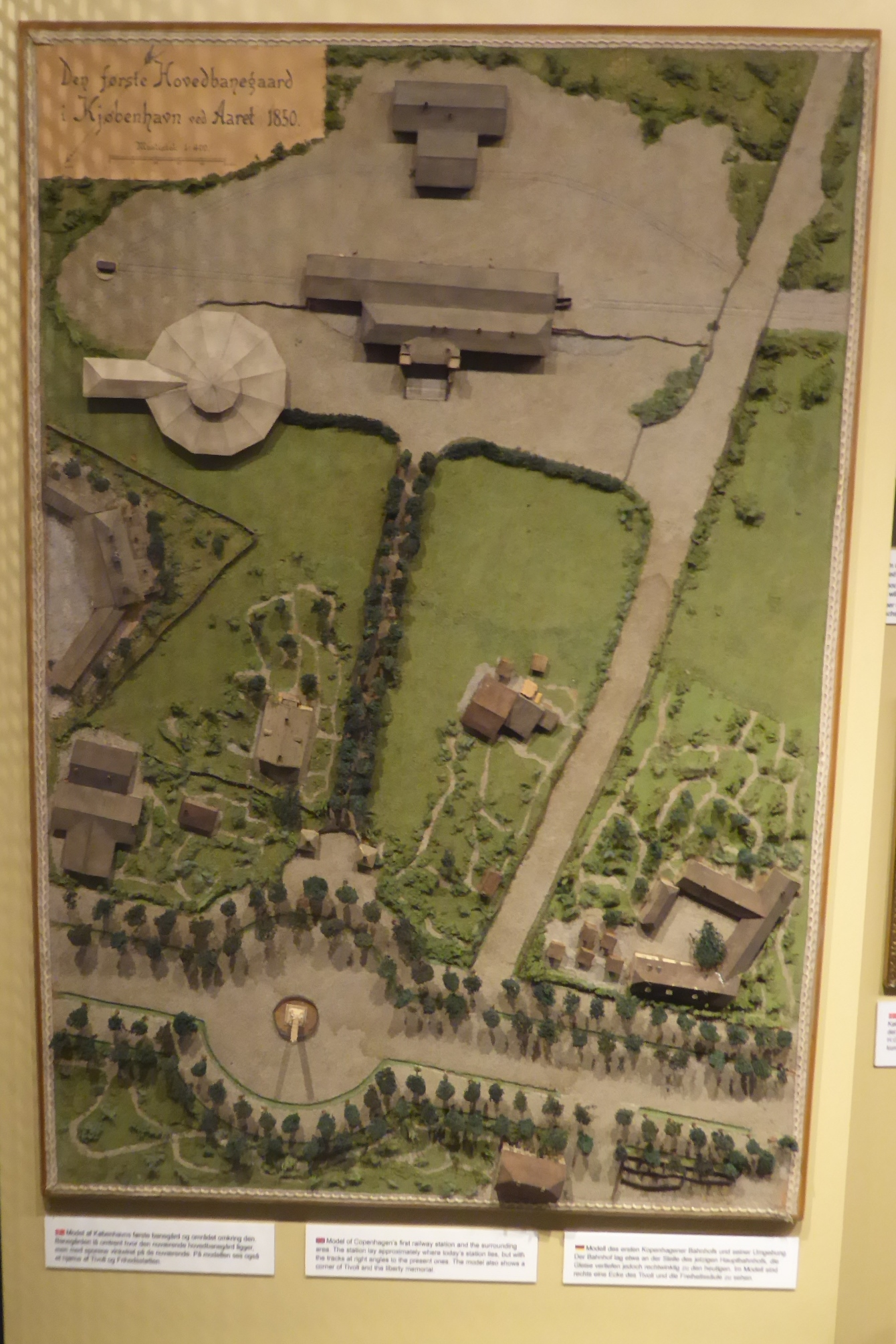
Ligging van het eerste station ten zuiden van de gedenknaald op de Vesterbrogade (zuid is boven), links is nog een bastion te zien..
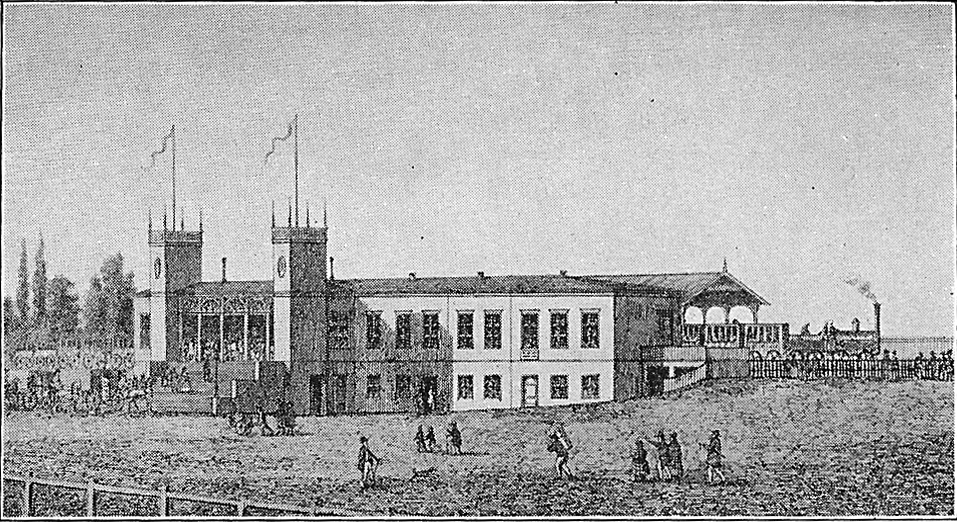
Het eerste station van Kopenhagen.
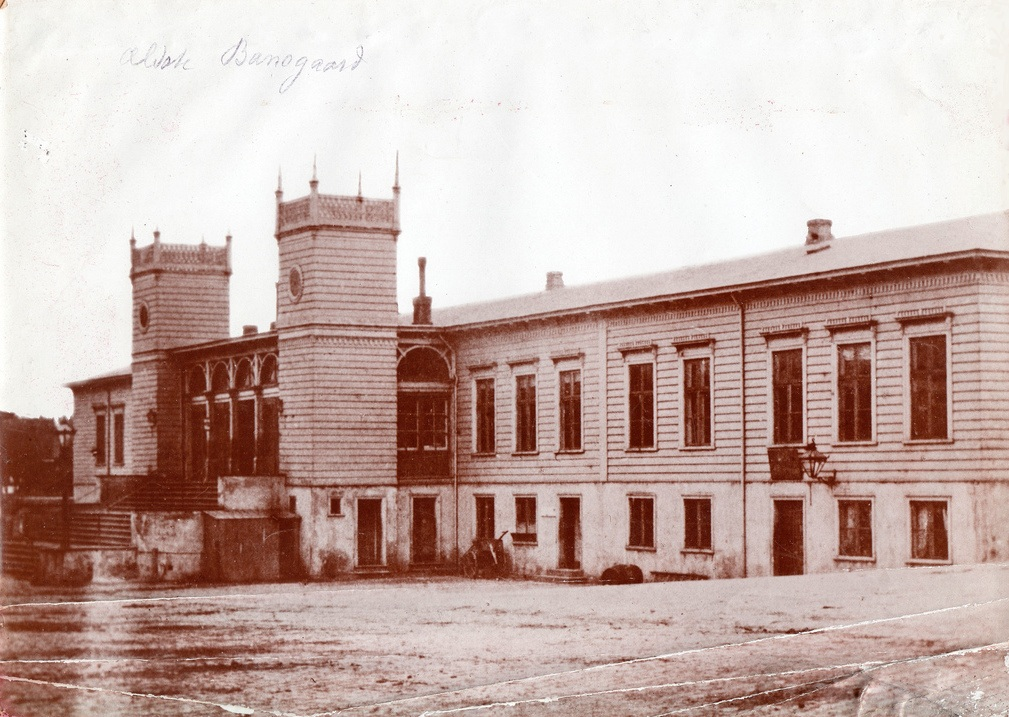
Het gebouw in 1864, kort voor de sloop.

### 1864-1911
In de jaren 60 van de 19e eeuw waren er verschillende uitbreidingsplannen voor het spoorwegnet. De westlijn was ten westen van Roskilde verlengd en ten noorden van de stad werd gewerkt aan nieuwe lijnen. Hieruit ontstond het plan om de westlijn en de lijnen naar het noorden te verbinden. Orla Lehmann, Minister van Binnenlandse Zaken, stelde voor om een nieuw station te bouwen ter hoogte van Nørreport, dit werd echter door de Riksdag verworpen. Uiteindelijk werd besloten om het nieuwe station dichter bij het station uit 1847 te bouwen wat mogelijk was omdat in 1856 de stadswallen waren ontmanteld.  Omdat tevens de demarcatielijn was afgeschaft kon een stenen in plaats van een houten station gebouwd worden. De eerste spade ging in 1863 de grond in en het nieuwe station werd op 14 oktober 1864 geopend op de plaats van het SAS Royal Hotel en de percelen ten noorden en oosten daarvan. In het destijds nog onbebouwde gebied werd ook een directeursvilla voor spoorwegdirecteur Viggo Rothe gebouwd. 
Het nieuwe station betekende ook een wijziging van de loop van de spoorlijnen buiten de stad. De sporen verlieten het station aan de noordkant, de spoorlijn liep vervolgens parallel aan de Gyldenløvesgade naar het westen en splitste ter hoogte van de huidige concertzaal van het conservatorium in een tak naar station Frederiksberg en een tak naar het noorden via de Nørrebrorouten naar het station ter hoogte van het huidige Nørrebropark. De tak naar Frederiksberg kwam via Danshøj weer bij de spoorlijn naar Roskilde. Het oorspronkelijke traject langs Valby werd toen gesloten. Via Nørrebropark was er een verbinding met de Noordlijn en de Klampenborglijn die het jaar daarvoor waren geopend.
Het station werd ontworpen door J.D. Herholdt in de rondboogstijl die toen zijn weg vond in de architectuur. Zijn uitvoerder was Vilhelm Tvede die ook zelf een aantal gebouwen in het gebied ontwierp. De houten boogconstructie werd ontworpen door meester-timmerman Johan Vilhelm Unmack. Het station, dat werd opgetrokken met rode baksteen, bestond uit twee gebouwen van 25 traveeën aan weerszijden van de sporen. De twee perronsporen en het omloopspoor in het midden lagen in een houten perronhal, die tevens beide gebouwen verbond, met rondbogen afgedekt met leien dak. Het ene perronspoor was bedoeld voor aankomende en het andere voor vertrekkende treinen, terwijl het middelste spoor gebruikt werd om locomotieven om de rijtuigen heen te rijden. De rondboogstijl werd een voorbeeld voor de spoorwegbouw in de rest van de 19e eeuw omdat spoorwegarchitect N.P.C. Holsøe, in dienst van 1861 tot 1892, bijna nooit van de stijl afweek.

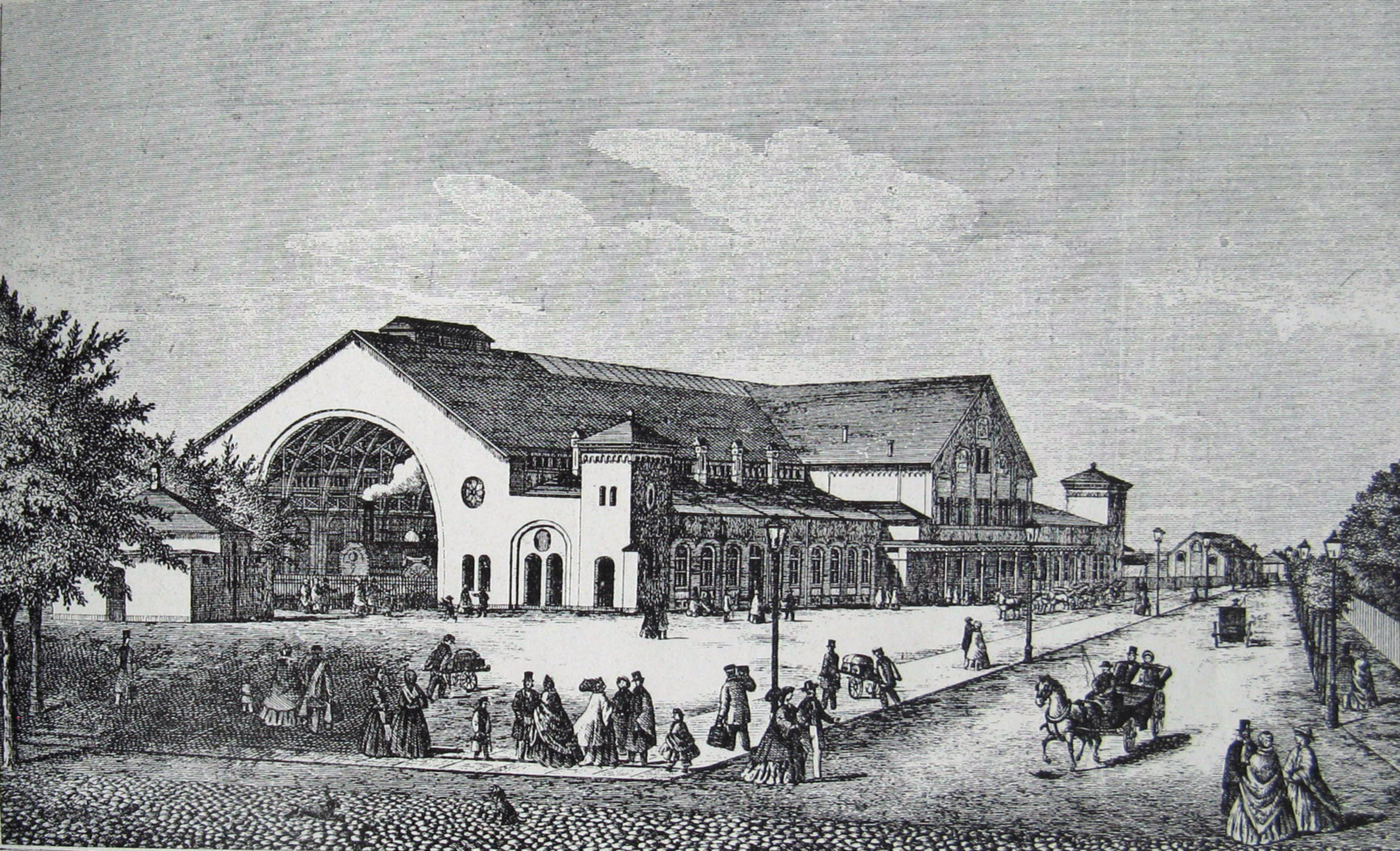
De stadszijde van het tweede station.
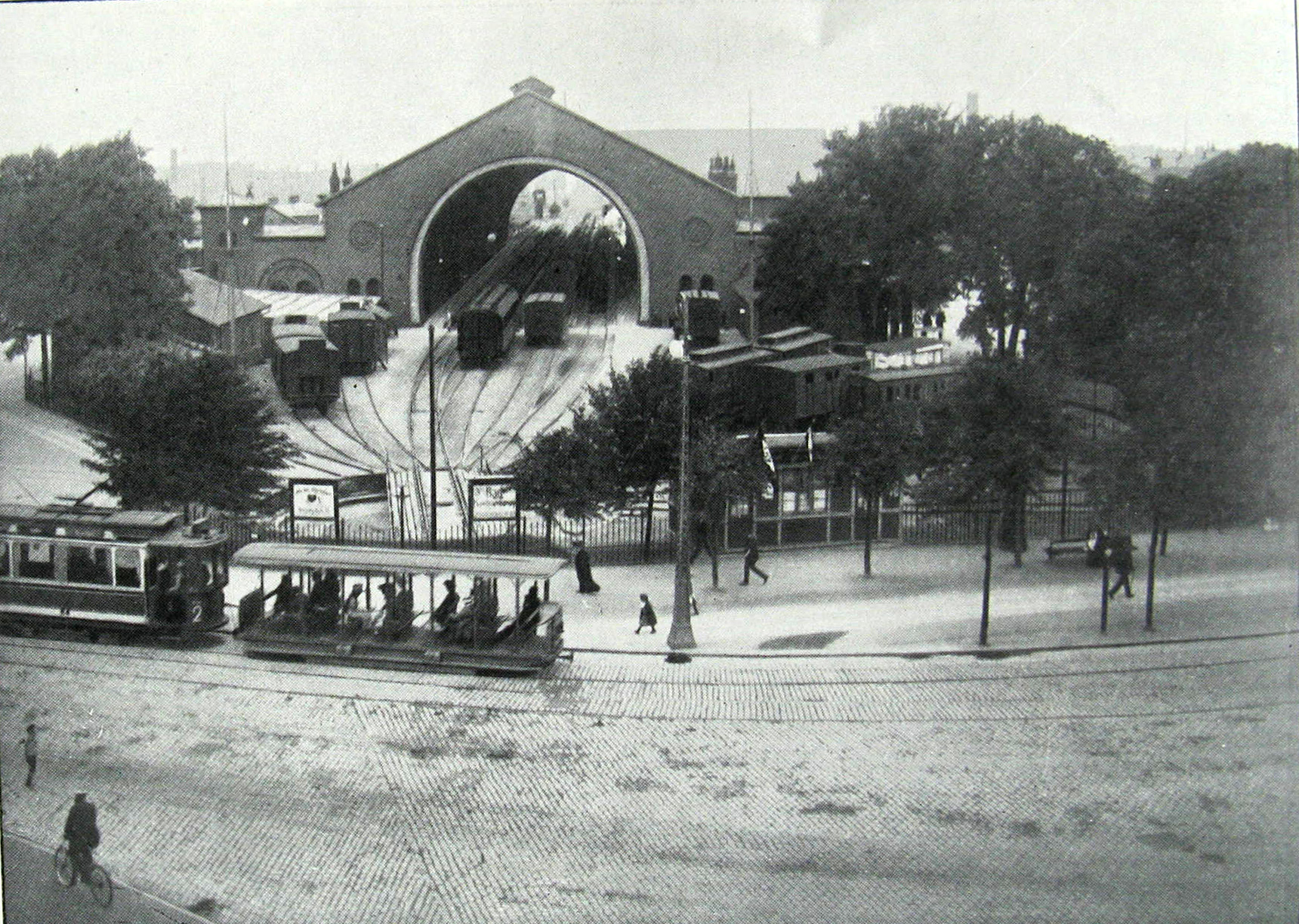
Het tweede station gezien uit het zuiden met een tram op de Vesterbrogade.
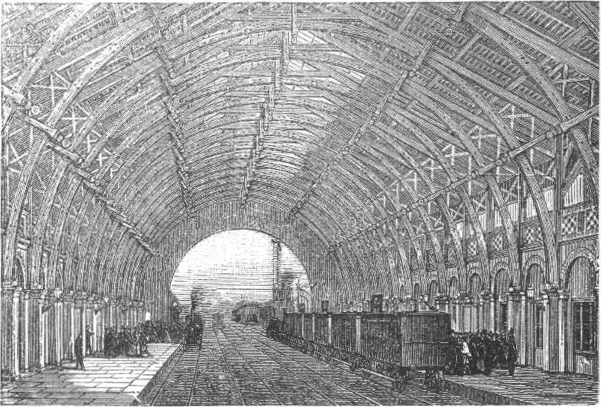
Onder de kap in 1899.

Na verloop van tijd werd het moeilijk om het al het verkeer af te handelen op de oorspronkelijke twee perronsporen. Het verkeer naar het noorden kreeg een eigen bijgebouw en later volgden ook de bijgebouwen Holtestation en Klampenborgstation voor die bestemmingen. Deze reizigersstations, het goederenemplacement, de loodsen en de draaischijven besloegen het gebied tussen de Axeltorv, de Gyldenløvesgade en de Vester Søgade. De vertrekzijde was bij de huidige Axeltorv, waar zich de kantoren, de bagageafhandeling en de wachtkamers, voor alle drie de klassen, bevonden. Verderop was de wachtkamer van de koning en dan toiletten. Toen het treinverkeer verder groeide werd een speciaal vrachtkantoorgebouw toegevoegd.
In 1887 vond een belangrijke uitbreiding plaats, waaronder een nieuw Klampenborgstation terwijl het oude de naam noordstation kreeg. Toch was de toekomst van het stationscomplex ongewis, deels omdat het een kopstation was en deels vanwege de gebruikte spoorlijnen door Frederiksberg en Nørrebro. De spoorlijnen naar buiten de stad liepen door inmiddels bebouwd gebied met vele overwegen. Het treinverkeer nam toe net als het wegverkeer in het snel groeiende Nørrebro, met grote hinder voor het wegverkeer bij de gesloten overwegbomen als gevolg. 
De capaciteitsproblemen werden enigszins verminderd toen de Klampenborg-lijn haar, zomers zeer goed bezette, treindiensten tussen Kopenhagen en Klampenborg via Nørrebro-Hellerup vanaf de opening van de kustlijn in 1897 van en naar Østerport liet rijden in plaats van naar het Klampenborgstation.
Om de problemen met het treinverkeer in Kopenhagen op te lossen werd in 1904 besloten tot de bouw van een nieuw, het derde, centraal station. Tegelijk werd besloten dat het nieuwe station via een spoorlijn door de binnenstad met station Østerport, zou worden verbonden ten behoeve van het treinverkeer ten noorden van de stad. Deze Boulevardbanen moest ondergronds aangelegd worden omdat het eveneens groeiende wegverkeer hinder zou ondervinden van de vele spoorwegovergangen die anders in het centrum zouden komen.
Het station van Herholdt werd op 1 december 1911 buiten gebruik gesteld. In 1912 deed het voormalige station dienst als daklozenopvang totdat filmmaker Constantin Philipsen het gebouw huurde. Hij liet de eindbogen dichtmetselen en vestigde bioscoop Palads Teatret in het voormalige station. 
In 1916 moest het gebouw gesloopt worden om plaats te maken voor de Boulevardbanen. Philipsen kocht het resterende stuk grond en bouwde daar het nog steeds bestaande bioscoopgebouw aan de Axeltorv. De grote houten bogen en spanten van het station zijn hergebruikt voor de sporthallen in het Ceres Park in Aarhus die werden gebouwd in 1916-18 door Axel Høeg-Hansen. Er is beweerd dat de bogen ook hun weg naar Aarhus Godsbanegård hebben gevonden, maar dit is niet juist, aangezien de pakhuizen van Godsbanegården, gebouwd door Heinrich Wenck en Thorvald Engqvist, een boogconstructie hebben volgens het systeem van Hetzer uit 1920.

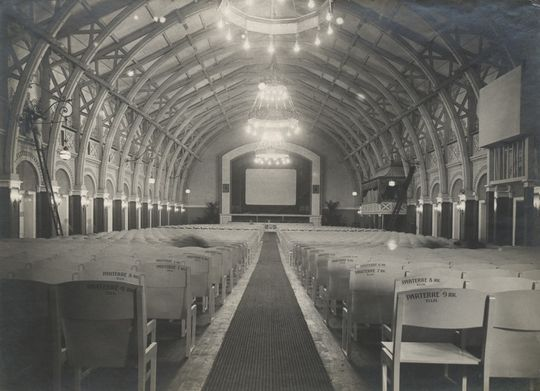
Het station als bioscoop.
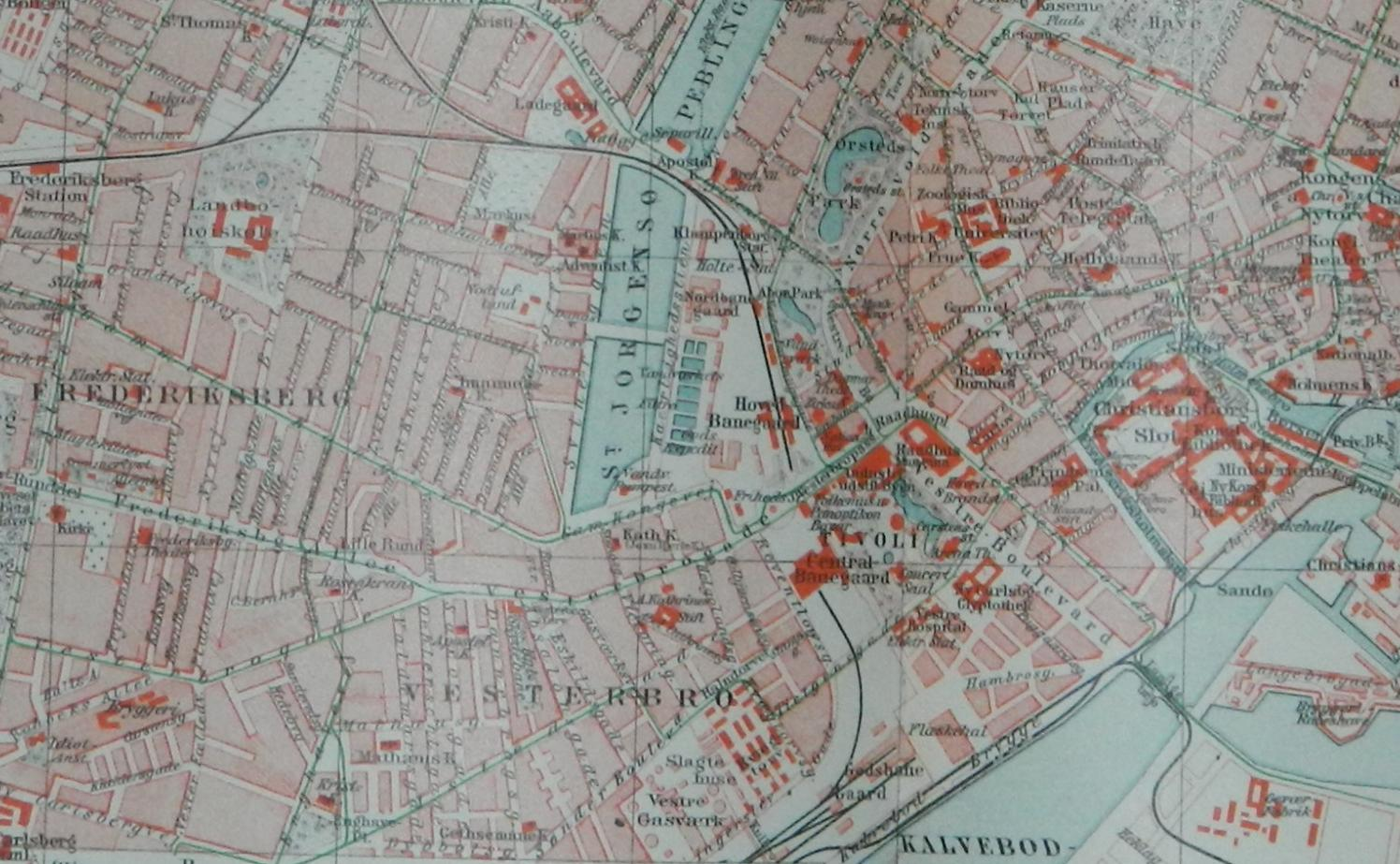
Het centrum van Kopenhagen rond 1905.
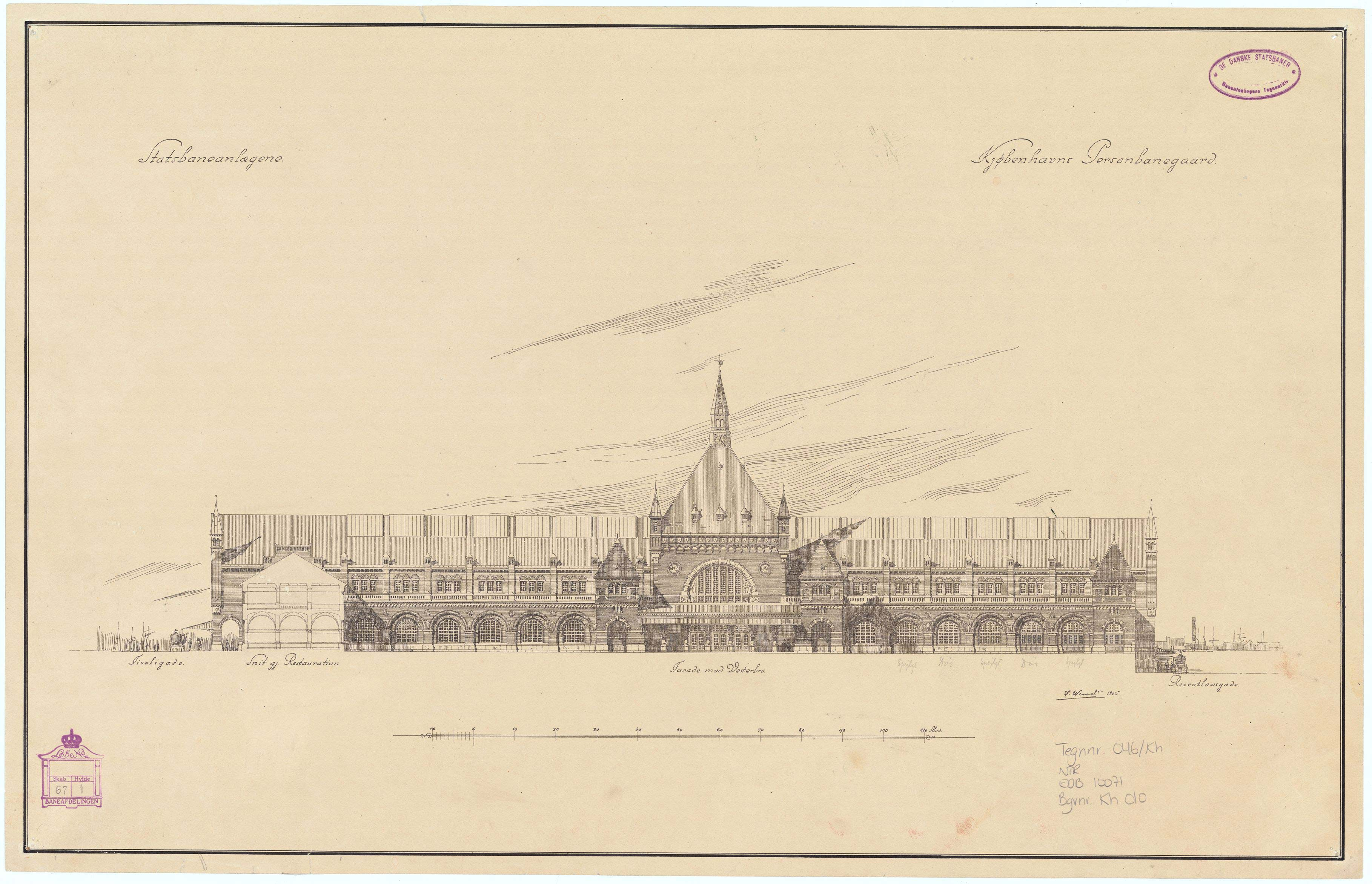
Het ontwerp uit 1905 voor het derde station.

## Het derde station
Het nieuwe station moest, in tegenstelling tot zijn voorgangers, een doorgangsstation worden, de sporen voor de lijnen naar het westen zouden het station verlaten aan de zuidkant en dan afbuigen naar het westen langs de Ingerlevsgade ten zuiden van de Sønderboulevard, ten westen van Carlsberg werd weer het oorspronkelijke traject uit 1847 langs Valby gevolgd. De sporen voor de lijnen naar het noorden zouden aan de noordkant via de nieuwe boulevardbanen naar Østerport lopen. De boulevardbanen, een idee van ingenieur Holger Hammerich, was pas in 1917 klaar voor gebruik.
De officiële opening vond plaats op 30 november 1911 met toespraken van kroonprins Christian en verkeersminister Thomas C. Larsen. Kroonprins Christian opende het station met de woorden: 
Het zal waarschijnlijk een monumentale herinnering zijn aan de Deense architectuur aan het begin van de 20e eeuw. Met de wens dat ons nieuwe treinstation een blijvende verbinding tot stand mag brengen tussen de hoofdstad en het land en tussen Denemarken en het buitenland, verklaar ik het treinstation van Kopenhagen voor geopend!
De volgende dag, 1 december 1911, vertrok de eerste trein vanaf het station.

### Ontwerp en inrichting
Het station werd ontworpen door de hoofdarchitect van de Staatsspoorwegen (DSB), Heinrich Wenck, die ook station Østerport had ontworpen. Uitvoerder was Einar Ambt, de zoon van Charles Ambt, de directeur-generaal van de DSB. Het station had een moeizame voorgeschiedenis met verschillende voorstellen van Wenck in jaren 1898-1902 voor een nieuw stationsgebouw met meerdere verdiepingen, die echter door de Rijksdag werden afgewezen omdat ze onnodig overdadig waren. De meeste van deze voorstellen betroffen combinaties van een station met een hoofdkantoor voor de DSB hetgeen niet werd gerealiseerd. Het directoraat-generaal van DSB was jarenlang gehuisvest in de Sølvgade-kazerne, totdat het in 2013 naar Høje Taastrup verhuisde. De inrichting van het nieuwe station is ook minder rijk gedecoreerd dan eerdere door Wenck ontworpen stations. Toch is het station, gezien de materiaalkeuze, uniek in Europa. 
De stijl van het station heeft veel overeenkomsten met die van het stadhuis dat in dezelfde periode gebouwd is. Voor het gebouw zijn op grote schaal baksteen, leisteen en graniet gebruikt en het is voorzien van een schat aan decoratieve details. Net als bij het station van Herholdt gebruikte Wenck ook houten bogen voor zowel de twee hallen als de zes kappen boven de perrons. De keuze voor hout was niet alleen maar geïnspireerd op het oude station, maar waarschijnlijk ook een stijlkeuze aangezien Wenck zelden gietijzer gebruikte.    
De gehele fundering van het station, de kelderverdieping en de bodemplaat waar het stationsplein op ligt, zijn gemaakt van gewapend beton. De voorgevel werd opgesierd met tien zandstenen beelden van mensen in klederdracht van de hand van beeldhouwer Jens Lund.
Het station heeft zes eilandperrons voor reizigers die elk een eigen kap hebben. Tussen de perronsporen liggen, op de plaats waar twee kappen bij elkaar komen, vijf lage bagageperrons, aan de Tivolizijde van spoor 1 ligt een dienstperron bij de koninklijke wachtkamers, en aan de buitenzijde van spoor 12 bevindt zich een hoog bagageperron. De 12 perronsporen lopen tussen het grote spoorwegemplacement aan de zuidkant en de boulevardbanen aan de noordkant. Aanvankelijk vond de kaartcontrole plaats bij de toegang tot het perron zodat andere toegangen niet gewenst waren.  De sporen 9-12 waren oorspronkelijk bedoeld voor stoptreinen, tegenwoordig de S-tog. Ze werden pas op 1 oktober 1921 in gebruik genomen, samen met de laatste twee van de vier sporen van de Boulevardlijn. Tot 1934, toen de elektrische S-tog zijn intrede deed, werd het perron aan de buitenkant van spoor 12 gebruikt voor uitstappers uit aankomende treinen. In 1971 werden trappen tussen de S-tog perrons en de Tietgensbrug ten zuiden van het station gebouwd. De perrons voor langeafstandsdiensten werden in 1977 eveneens voorzien van trappen bij de Tietgensbrug. In verband met de Øresundlijn werd spoor 26 toegevoegd aan de zuidkant van de Tietgensbrug, wat lijkt op de terugkeer van de bijgebouwen uit begin 20e eeuw. Dit is een verre van ideale situatie is en er zijn dan ook verschillende plannen voor uitbreiding van het station, zoals nieuwe ondergrondse perronsporen.

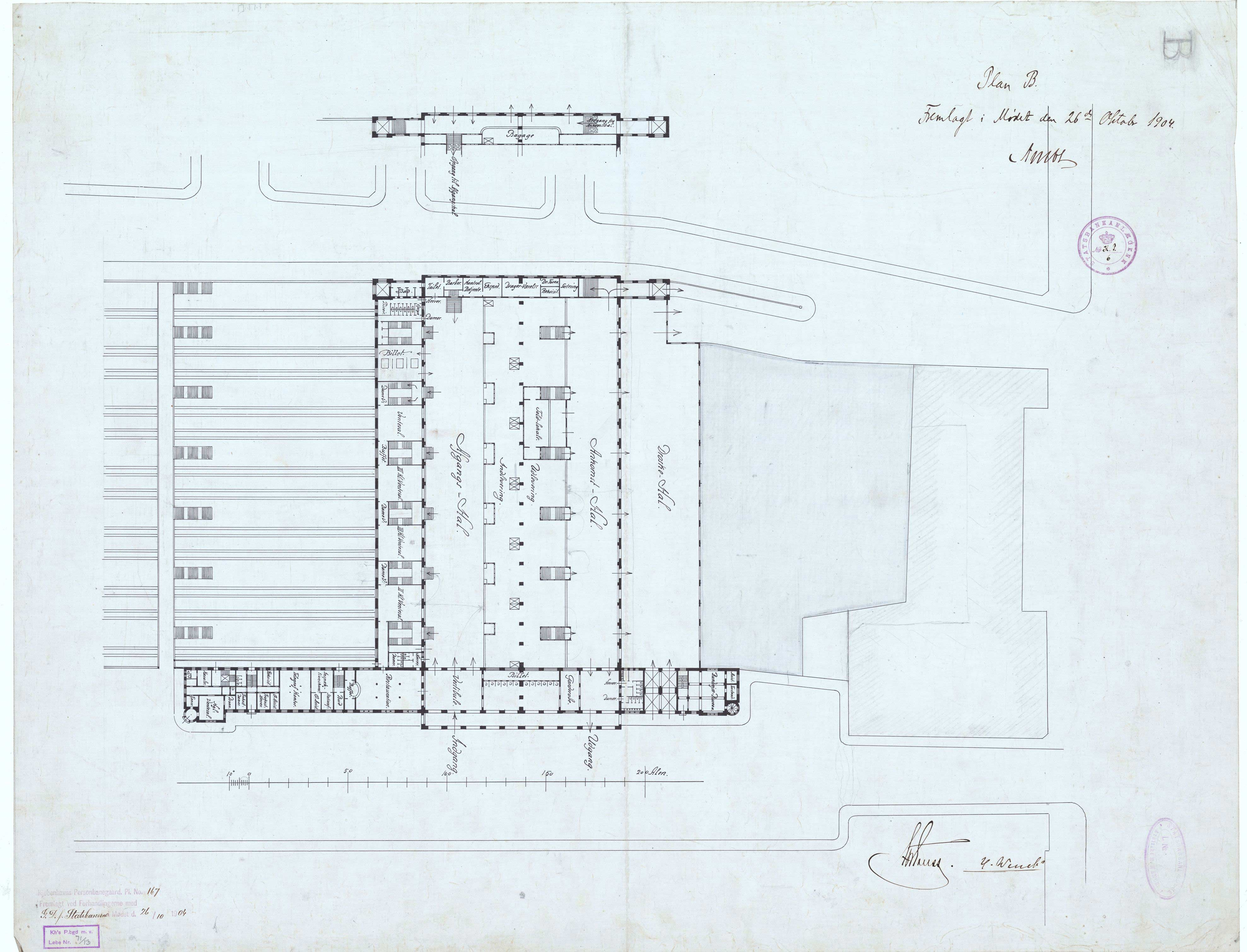
Wencks plattegrond van het station uit 1904.
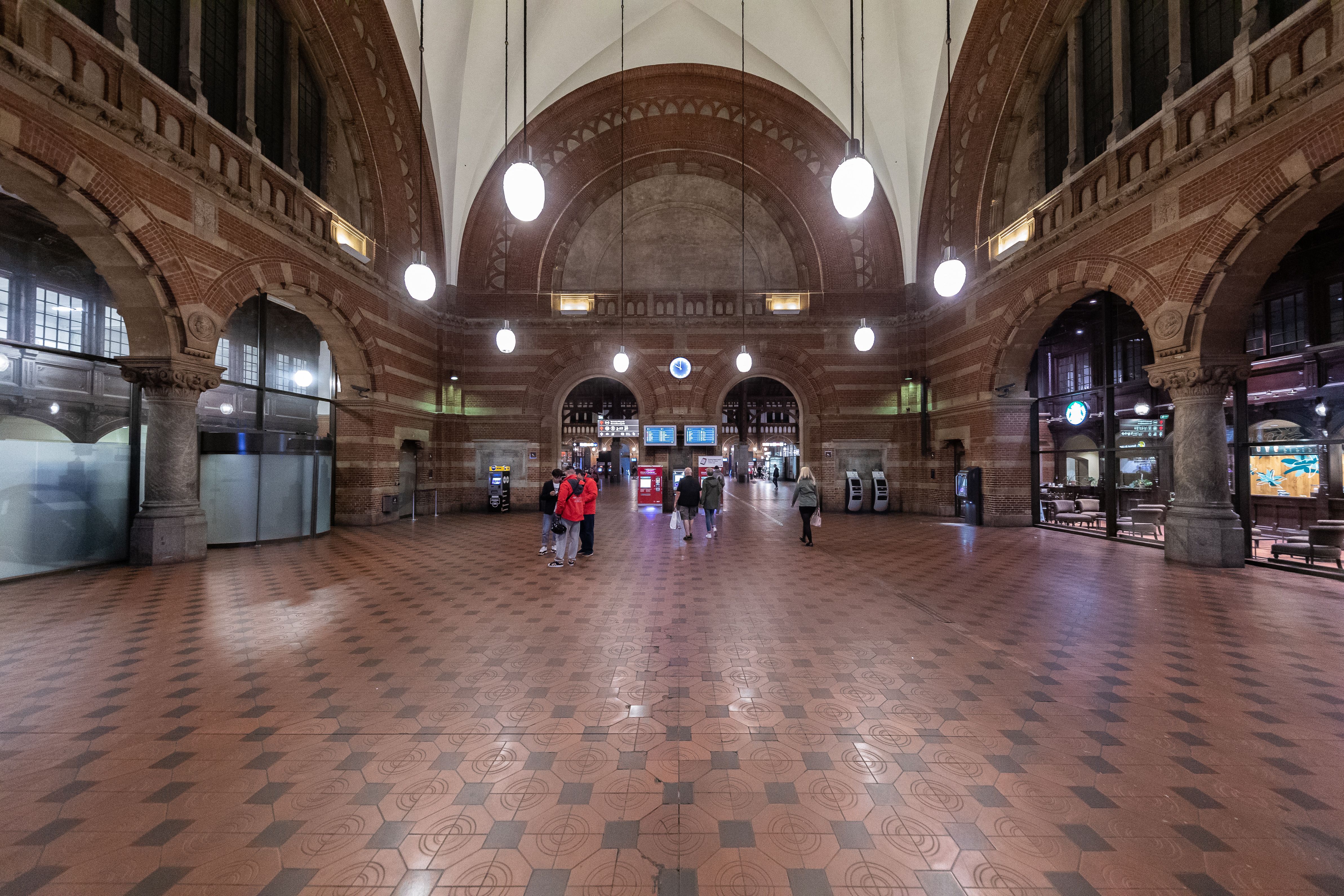
De toegangshal van de hoofdingang onder de toren.
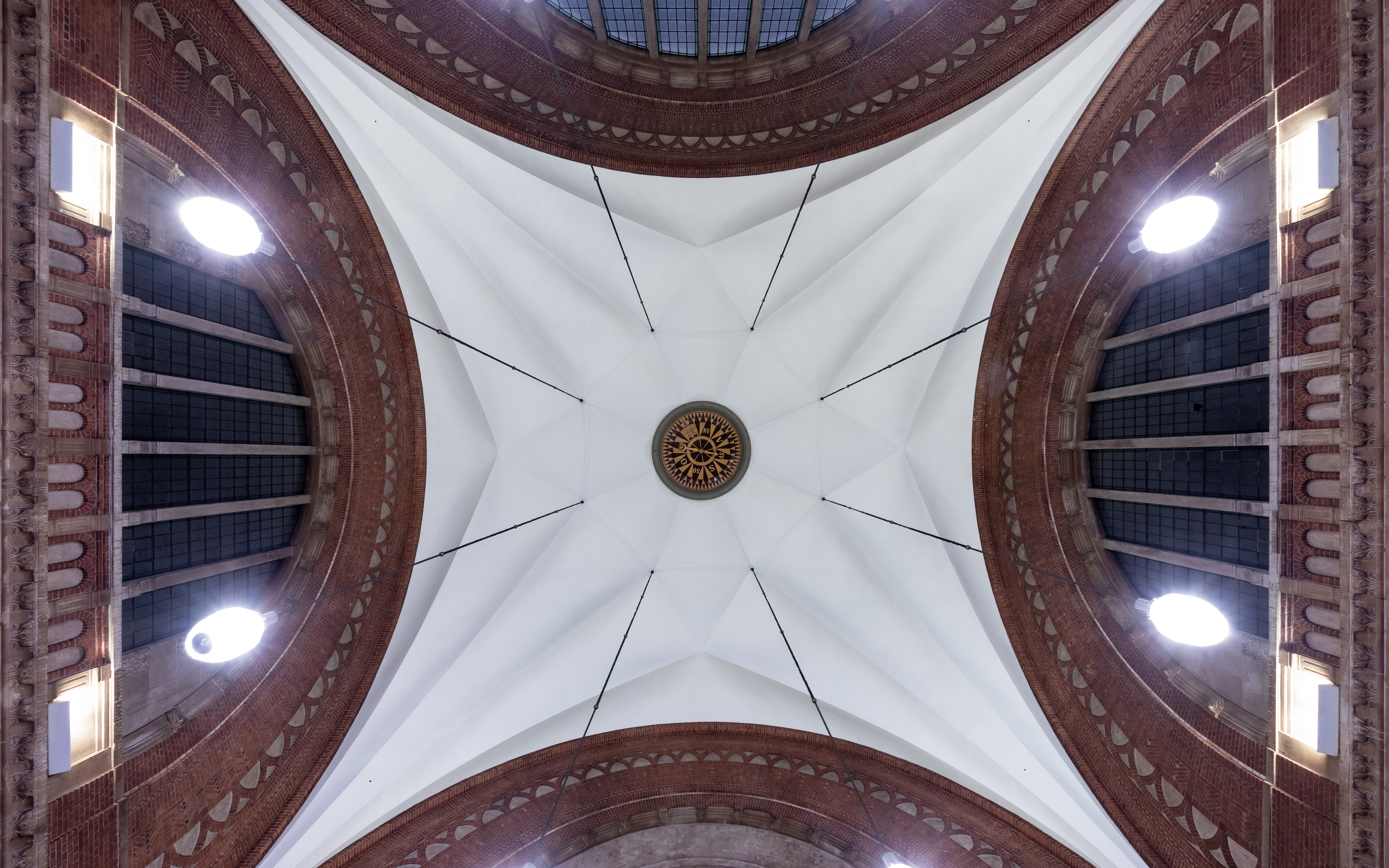
Het plafond van de toegangshal.

#### Stationsgebouw
De stationshal was aanvankelijk opgedeeld, hetgeen nog te zien is aan de twee kappen die in het midden rusten op een rij kolommen haaks op de sporen. De vertrekhal onder de noordelijke kap en de aankomsthal onder de zuidelijke kap. De scheiding van vertrekkende en aankomende reizigers was een kernpunt van het project van Wenck. De fysieke scheiding tussen de hallen bestond uit ruimtes voor onder meer de bagageafhandeling voor de grote hoeveelheden bagage die de reizigers tot in de jaren 40 van de 20e eeuw meenamen. De bagageafhandeling was met liften verbonden met de onderliggende bagageperrons. Vanuit de vertrekhal konden de reizigers via een trap naar een lager gelegen wachtkamer op de noordkop van het perron. Deze trappen en de wachtkamers beneden werden in 1994 verwijderd. Sommige van deze trappen zijn later heropend.    
Er was tussen de beide hallen geen doorgang voor het publiek totdat in 1934 twee brede doorgangen werden gecreëerd. De vertrekhal had wachtkamers voor 1e, 2e en 3e klasse en langs de muren stonden houten kiosken. De laatste van deze kiosken werd in 1994 tijdens de grote verbouwing verwijderd. De wachtkamer voor buurtverkeer was na de opening van de S-tog met een 20 minuten dienst overbodig geworden en werd in 1935 omgebouwd tot bioscoop Den vide Verden die tot 1971 bleef bestaan.   
De hoofdingang en toegangshal bevinden zich ook aan de noordzijde in de grote toren met piramidedak en koperen spits. Het gewelfde plafond van de toegangshal heeft een windroos en een windwijzer die verbonden is met de windvaan op het dak. De kaartverkoop zat in de lokettenzalen aan weerszijden van de toegangshal en de loketten waren voorzien van rijk houtsnijwerk.
Het gebouw van Wenck is een gesamtkunstwerk, waar de architect alle details heeft ontworpen; 
- De Bornholmse tegels.
- Banken.
- 12 grote kroonluchters, waarvan er nog twee in het midden van de hal hangen en twee in station Østerport hangen.
- De houten kiosken.
- Smeedijzeren borden met opschriften.
- Messing deurklinken en borden met het DSB-logo
- De glas-in-loodramen met de stadswapens van Deense steden.

Langs de Bernstorffsgade, destijds Tivoligade, bevindt zich een lange vleugel die wordt onderbroken door de twee zijgevels van de stationshal en de zij-ingang. In het noordelijke deel is de stationsrestauratie, in het zuidelijke deel zijn de kantoren van het station en de koninklijke wachtkamer ondergebracht. In 1919-1921 werd de zuidvleugel door Wencks opvolger, K.T. Seest, verlengd al is het soberder uitgevoerd dan de rest van het gebouw.

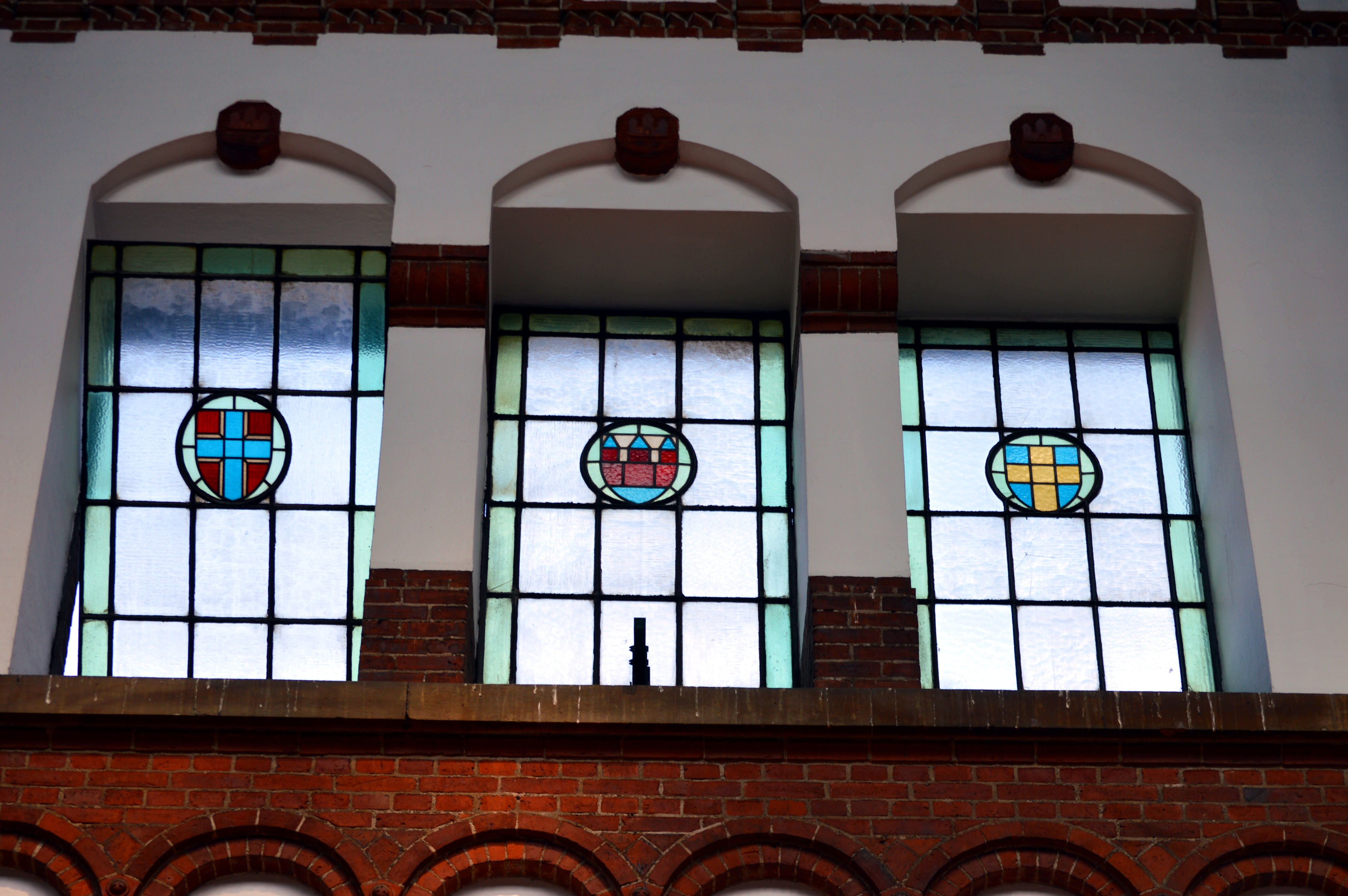
De stadswapens in glas en lood.
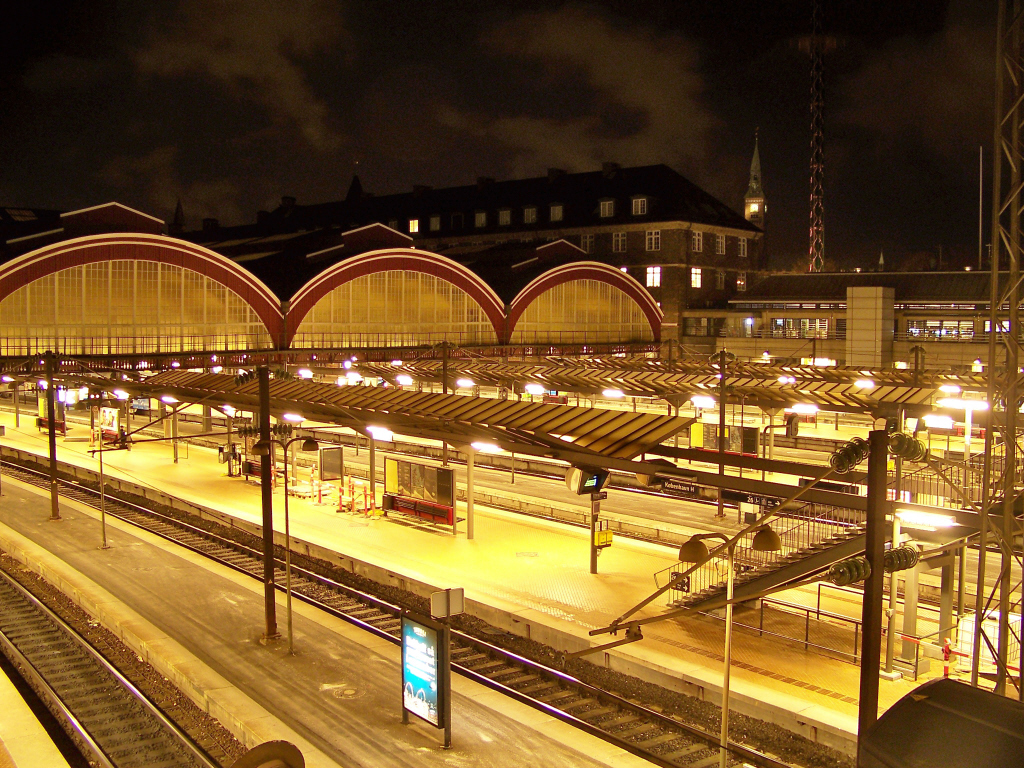
De perrons bij nacht, gezien uit het zuiden.
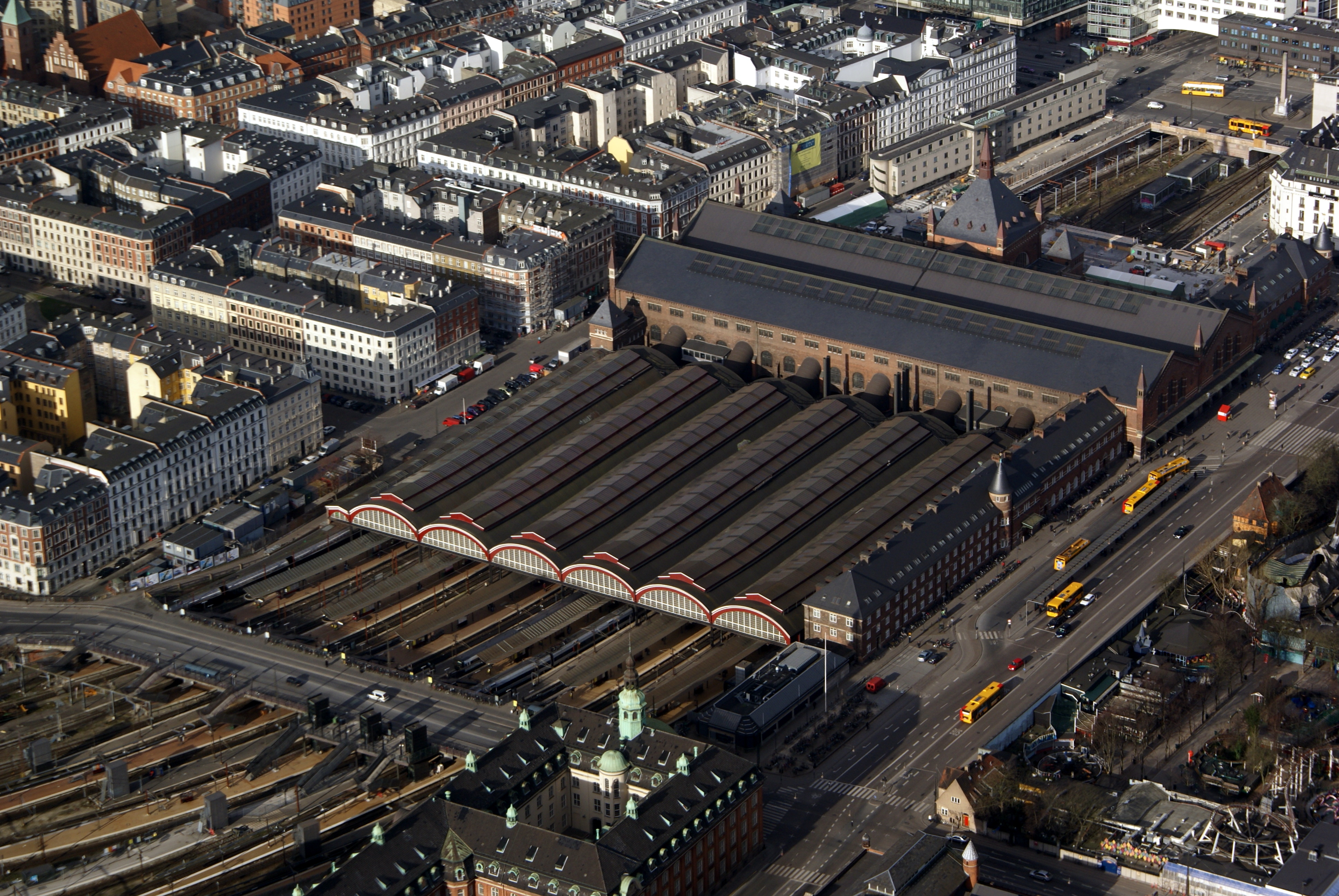
Het station gezien uit de lucht in 2008.

#### Perrons
De perronkappen zijn een verhaal apart, oorspronkelijk wilde Wenck een grote perronhal bouwen maar dat kostbare voorstel werd tijdens de bouw door de Rijksdag geblokkeerd. Op een gegeven moment leek het erop dat de perrons onbeschut zouden blijven maar er werd midden in de bouw toch geld voor uitgetrokken. Deze besluitvorming betekende dat de kappen niet meer aan het inmiddels voltooide stationsgebouw konden worden vastgemaakt. Wenck loste dit op met een verzameling kleine overkappingen tussen de perronkappen en het stationsgebouw. 
Het besluit tot het bouwen van een reizigerstunnel ten behoeve van overstappers werd zo laat genomen dat de perrons moesten worden opgebroken om de aanleg mogelijk te maken. Op de zuidkop van de bagageperrons is een tunnel die de perrons verbindt met het centrale postkantoor die werd gebruikt door de posterijen. De reizigerstunnel is in 2020 doorgetrokken tot de verdeelhal van het metrostation zodat een inpandige overstap tussen trein en metro mogelijk is.

### Veranderingen
- In de jaren 50 van de 20e eeuw werd een groot aantal automaten geplaatst waar je van alles kon kopen. Het toenemende toerisme in deze periode was ook aanleiding tot het aanbrengen van verschillende neonreclames.
- In 1954 werden roltrappen geïnstalleerd tussen de hal en de perrons van de S-tog.
- Tussen 1978 en 1994 vond een grote verbouwing plaats onder leiding van Dissing + Weitling. Hierbij werd de scheiding tussen vertrek en aankomst opgeheven door het verwijderen van de bagageafhandeling. Tevens werden de trappen in de vertrekhal naar de onderliggende wachtkamers en die wachtkamers zelf verwijderd. In navolging van de S-tog kregen nu de andere perrons ook roltrappen en werden liften bij alle perrons geïnstalleerd.
- De stationsgebouwen werden in 1983 op de monumentenlijst geplaatst.
- Op 21 maart 1986 brak er brand uit waarbij de perronkappen en elektrische installaties boven de S-tog sporen werden beschadigd. De bogen werden snel hersteld, de schade bedroeg 25 miljoen Deense Kroon. In 2001 was er een brandje in een opslag met gasflessen dat echter geen schade aan het gebouw veroorzaakte.
- In 1994 werd het Hovedbanegårdens ShoppingCenter opgericht als gemeenschappelijke naam voor de ongeveer 40 winkels in de stationshal in vier nieuwe zwarte winkelblokken die werden ontworpen door PLH Arkitekter. Deze winkels hebben vaak langere openingstijden en het merendeel, zoals McDonald's, Sunset Boulevard en Kort & Godt, verkoopt voedsel. Andere winkels zijn Forex en Matas.
- In 2004 begon een grote renovatie en modernisering door Gottlieb Paludan Architects, die in 2008 werd voltooid. Dit omvatte een renovatie van de perronkappen, het verlagen van de perrons langs spoor 3 tot en met 6 conform internationale normen en een verlenging van deze perrons onder de stationshal.

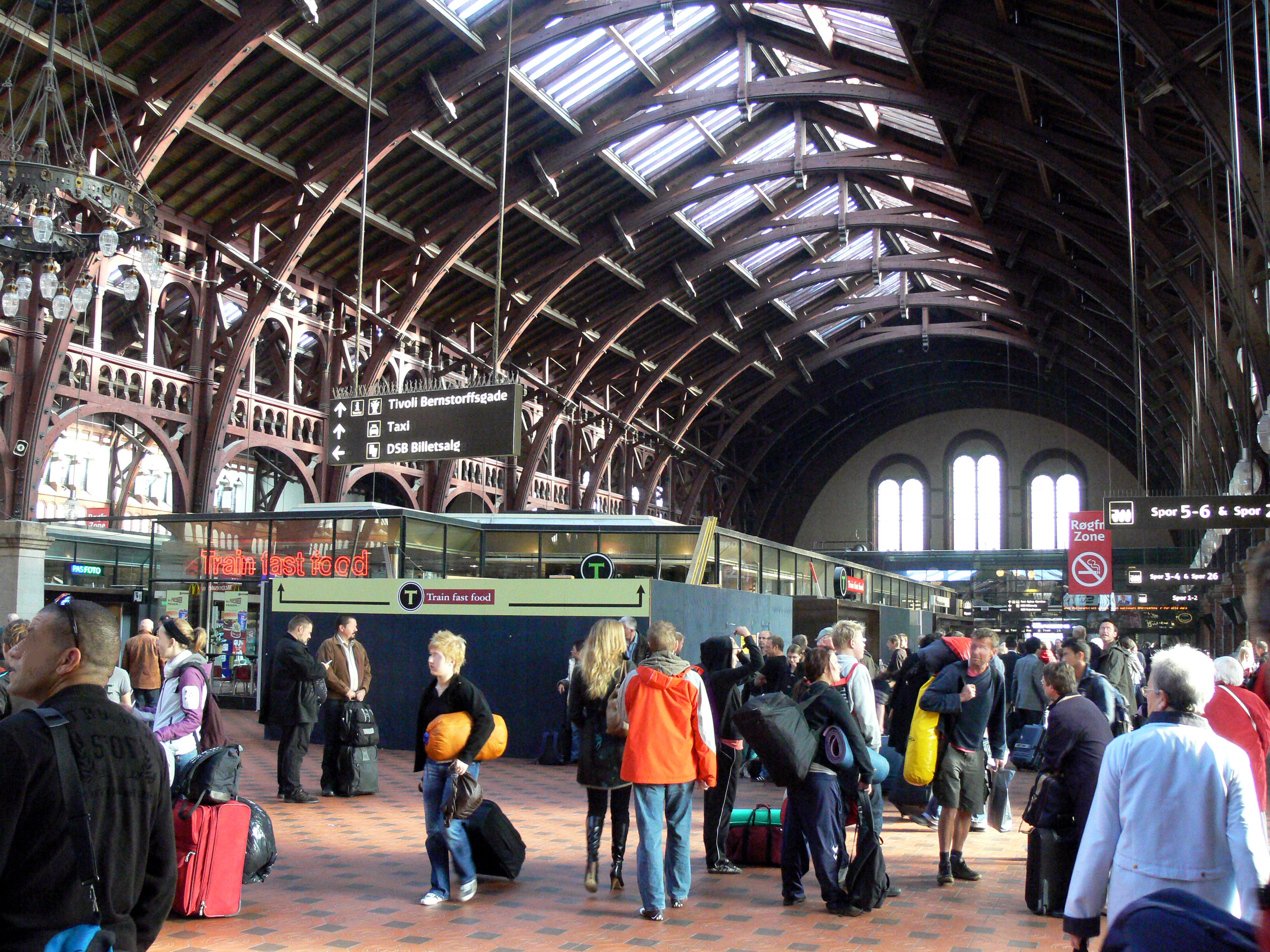
Centraal Station van Kopenhagen
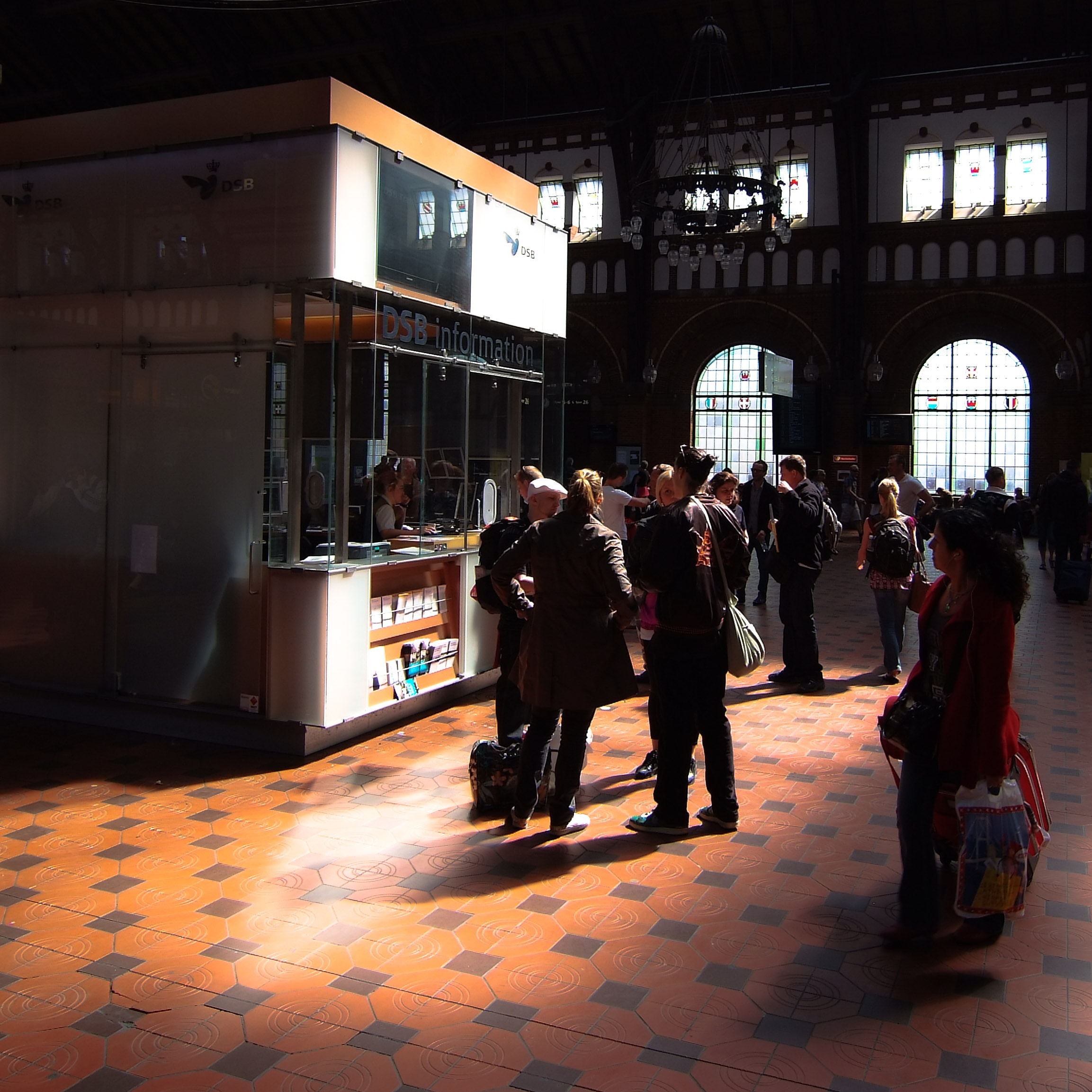
Informatiebalie midden in het station
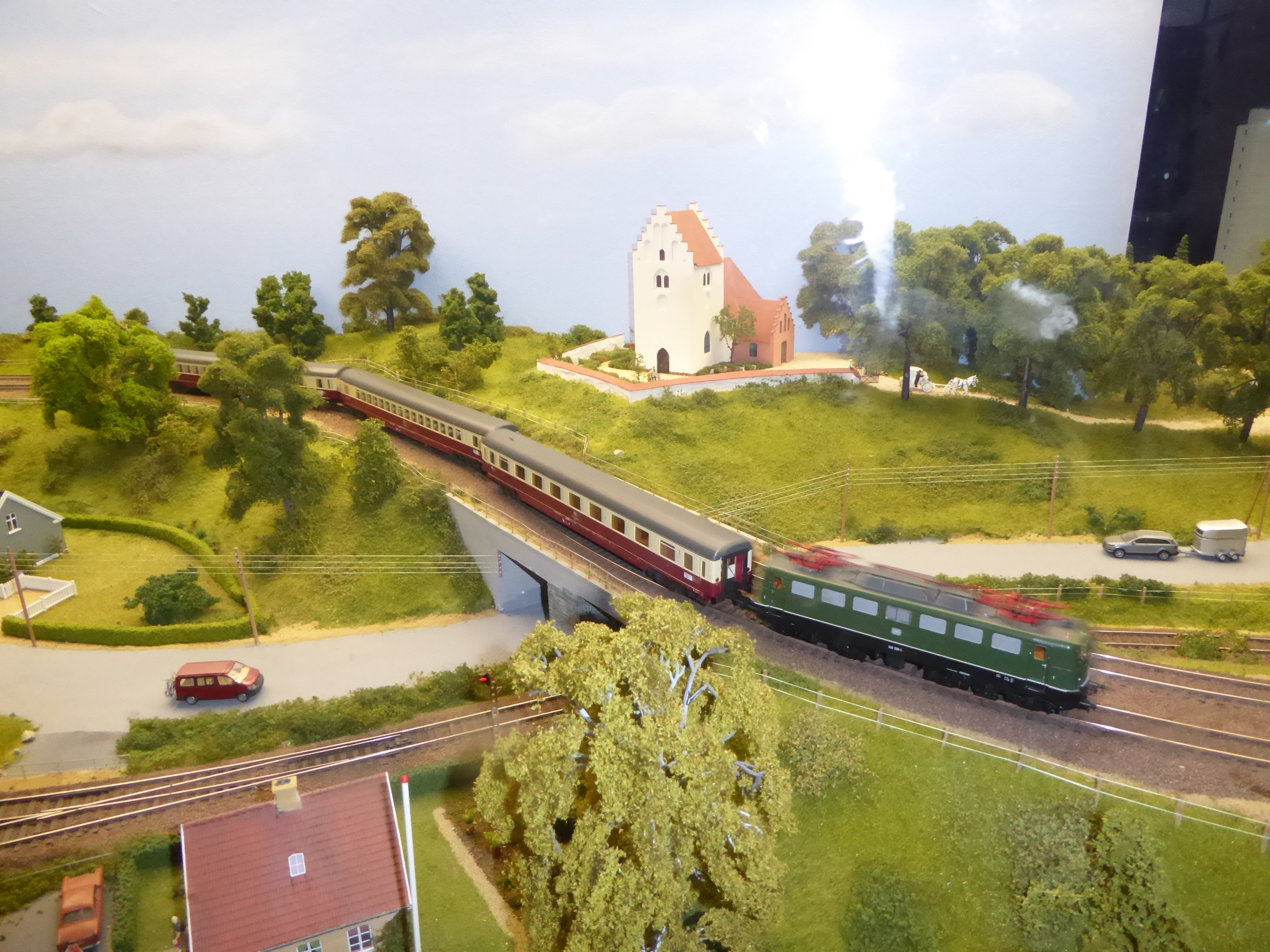
De derde modelspoorbaan.

### Modelspoor
Sinds 1967 zijn er verschillende modelspoorbanen in het station geplaatst waar mensen treinen een paar rondjes kunnen laten rijden door muntjes in een automaat te doen. 
De eerste werd gemaakt door de decorbouwers Melchior Hansen en Juel Berg in een U-vorm van 3 x 6 meter. Aan een kant was een grote Deense stad met een haven, in het midden een station in landelijk gebied en aan de andere kant was een berglandschap. Bijna alle gebouwen werden zelfgebouwd, niet precies naar een voorbeeld maar wel sterk gelijkend op bekende en typisch Deense gebouwen. Op de baan reden vier treinen hun rondjes elk op een eigen spoor. Het onderhoud werd uitgevoerd door medewerkers van de verlichtingsdienst van het station. Aanvankelijk stond de modelbaan tussen de toegangen van de perrons 3 en 4  (sporen 5/6 en 7/8). Na een aantal verplaatsingen stond de baan uiteindelijk in de toegangshal. De muntautomaten werden meermaals opengebroken en ook de ramen rond de baan werden meerdere malen stukgeslagen. In de loop der tijd werd ook steeds minder aan onderhoud gedaan.  
In 1994 bestelde de eigenaar van de modelspoorbaan, het Deense spoorwegmuseum, een nieuwe bij de Kolding Modeljernbaneklub. Deze baan van 5 x 2,06 meter werd ontworpen als Deens-Duitse spoorbaan met een kleine stad met station aan een kant, landelijk gebied in het midden en een berglandschap aan de andere kant. Twee treinen reden rond op een dubbelsporig spoor in de vorm van een acht, een derde pendelde op een zijspoor en een vierde reed op en neer over een bergspoor. De bedoeling was dat de baan vrijwel onderhoudsvrij zou zijn, al moesten de treinen natuurlijk wel worden vervangen in verband met slijtage. De eerste modelspoorbaan verhuisde in 1999 naar het museum in Odense waar hij na een verbouwing in de tentoonstelling werd opgenomen. De modelspoorbaan uit Kolding werd aan de westkant van de hal geplaatst bij de uitgang naar de Reventlowsgade. Net als zijn voorganger was hij bedoeld voor kinderen en ging het ingezamelde geld naar  liefdadigheidsdoeleinden. Deze modelspoorbaan werd ook het slachtoffer van herhaalde pogingen om de munten te bemachtigen, waarop na vele reparaties de baan in 2013 werd verwijderd en afgebroken.  
In plaats daarvan bouwden vijf enthousiastelingen een nieuwe modelspoorbaan naar het voorbeeld van het landschap op Zuid-Sjælland. Deze derde modelspoorbaan werd op 30 juni 2014 op dezelfde locatie als de tweede  in gebruik genomen. Hij heeft een dubbelsporige cirkelvormige spoorlijn met aan de ene kant een model van het station van Næstved tussen een stadje aan de achterkant en een havenspoorlijn aan de voorkant. Aan de andere kant leidt een zijlijn naar station Holme-Olstrup, waar de dubbelsporige lijn ook over een model van de brug over de Suså bij Vrangstrup loopt. Daarnaast zijn  er een klein bos en landerijen op deze modelbaan.

## Verbindingen
Er rijden regionale treinen en intercity's van DSB naar alle delen van het land. Naar de luchthaven van Kopenhagen rijdt de Øresundstog ("Sont-trein"), die over de Sontbrug naar Malmö in Zweden doorrijdt. Daarnaast vertrekt vanaf het enigszins afgelegen spoor 26 (het enige vertrekspoor dat als kopspoor is uitgevoerd) dagelijks een aantal InterCity's naar Ystad met een aansluiting per veerboot naar Bornholm. Er zijn ook verbindingen naar andere delen van Europa, waaronder de snelle X2000 naar Stockholm en de Intercity naar Hamburg.

## S-trein
Bijna alle lijnen van de stadstrein (S-tog) lopen via het Centraal Station. Dit zijn A, B, Bx, C, E en H. Alleen lijn F via Ringbanen komt hier niet. De S-Tog heeft eigen perronsporen 9-12.
| Serie | Treinsoort  | Route | Bijzonderheden |
| ----- | ----------- | --- | -------------- |
| A     | S-tog (DSB) | Solrød Strand – Karlslunde – Greve – Hundige – Ishøj – Vallensbæk – Brøndby Strand – Avedøre – Friheden – Åmarken – Ny Ellebjerg – Sjælør – Sydhavn – Dybbølsbro – København H – Vesterport – Nørreport – Østerport – Nordhavn – Svanemøllen – Hellerup – Jægersborg – Lyngby – Holte – Birkerød – Høvelte – Allerød – Hillerød                                       |                |
| B     | S-tog (DSB) | Høje Taastrup – Taastrup – Albertslund – Glostrup – Brøndbyøster – Rødovre – Hvidovre – Danshøj – Valby – Carlsberg – Dybbølsbro – København H – Vesterport – Nørreport – Østerport – Nordhavn – Svanemøllen – Ryparken – Emdrup – Dyssegård – Vangede – Kildebakke – Buddinge – Stengården – Bagsværd – Skovbrynet – Hareskov – Værløse – Farum                      |                |
| Bx    | S-tog (DSB) | Høje Taastrup – Taastrup – Albertslund – Glostrup – Danshøj – Valby – Carlsberg – Dybbølsbro – København H – Vesterport – Nørreport – Østerport – Nordhavn – Svanemøllen – Ryparken – Emdrup – Dyssegård – Vangede – Kildebakke – Buddinge – Stengården – Bagsværd – Skovbrynet – Hareskov – Værløse – Farum                                                          |                |
| C     | S-tog (DSB) | Frederikssund – Ølstykke – Egedal – Stenløse – Veksø – Kildedal – Måløv – Ballerup – Malmparken – Skovlunde – Herlev – Husum – Islev – Jyllingevej – Vanløse – Flintholm – Peter Bangs Vej – Langgade – Valby – Carlsberg – Dybbølsbro – København H – Vesterport – Nørreport – Østerport – Nordhavn – Svanemøllen – Hellerup – Charlottenlund – Ordrup – Klampenborg |                |
| E     | S-tog (DSB) | Køge – Ølby – Køge Nord – Jersie – Solrød Strand – Karlslunde – Greve – Hundige – Ishøj – Ny Ellebjerg – Sjælør – Sydhavn – Dybbølsbro – København H – Vesterport – Nørreport – Østerport – Nordhavn – Svanemøllen – Hellerup – Bernstorffsvej – Gentofte – Jægersborg – Lyngby – Sorgenfri – Virum – Holte                                                           |                |
| H     | S-tog (DSB) | Frederikssund – Ølstykke – Egedal – Stenløse – Veksø – Måløv – Ballerup – Malmparken – Herlev – Vanløse – Flintholm – Valby – Carlsberg – Dybbølsbro – København H – Vesterport – Nørreport – Østerport |                |

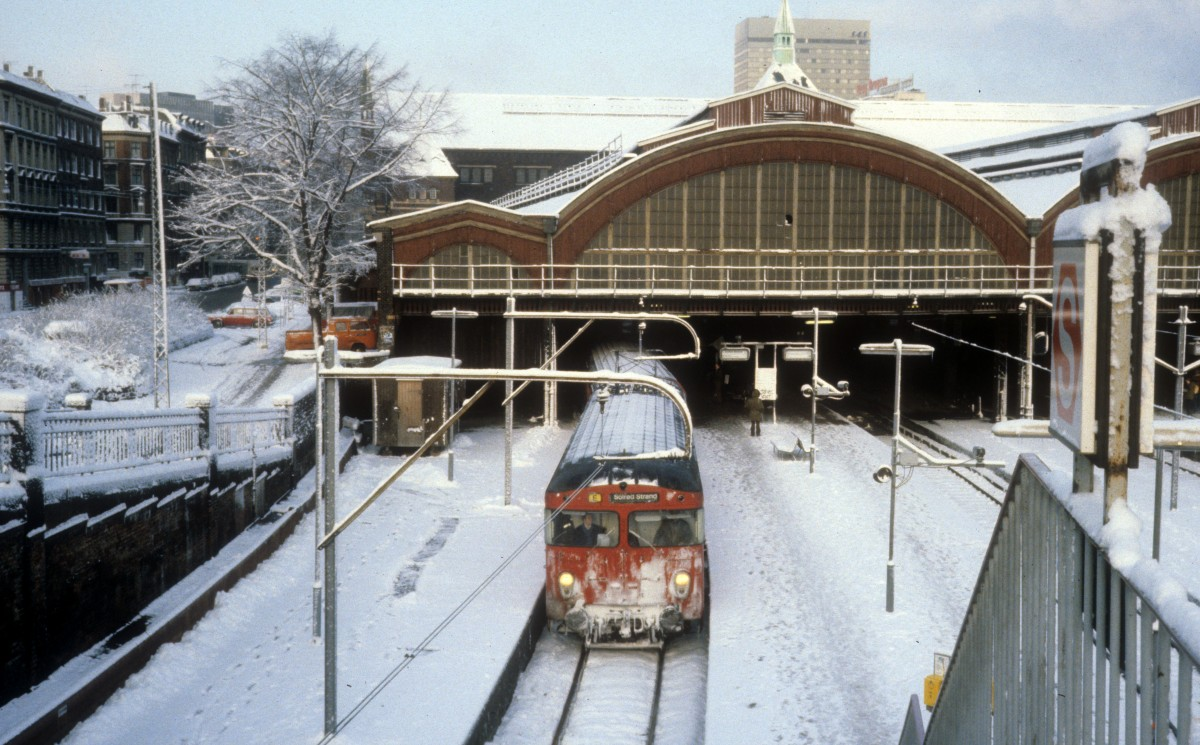
S-togstel op spoor 12 op 5 januari 1981.
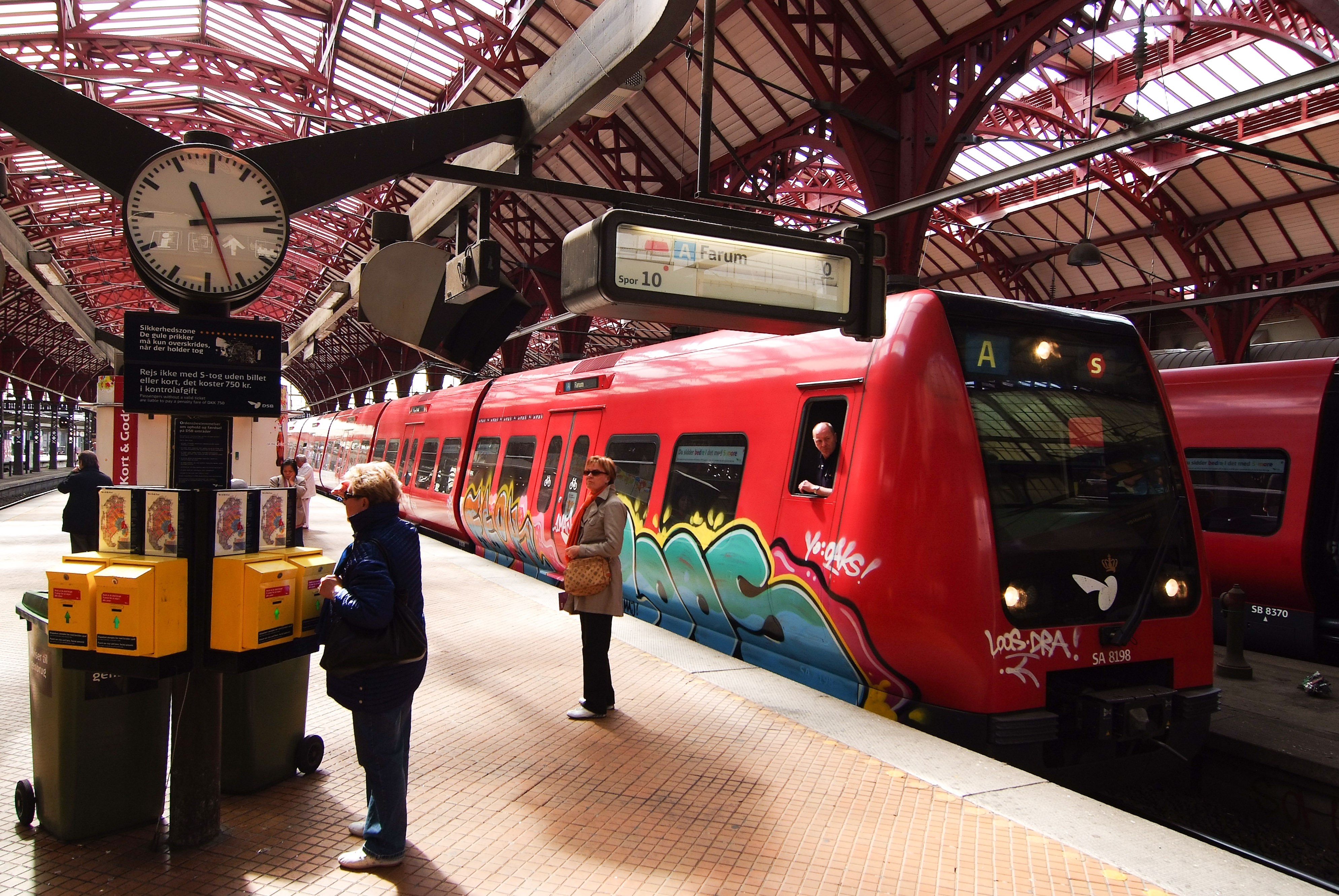
S-tog lijn A richting Farum op spoor 10
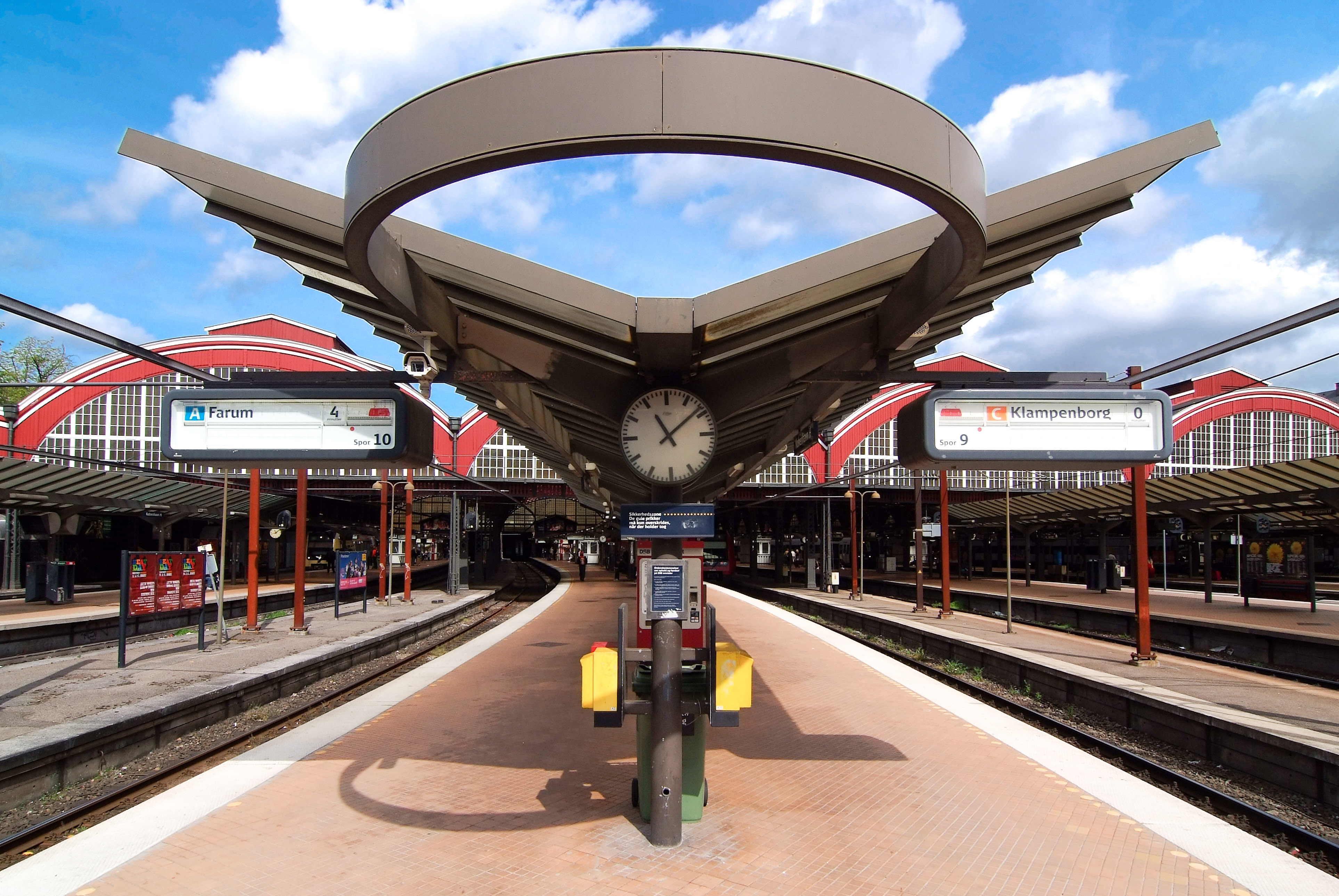
Perronsporen 9 en 10 van de S-tog

## Metro
Door de uitbreiding van het metronetwerk van Kopenhagen met Cityringen M3 kreeg Københavns Hovedbanegård eind september 2019 ook een metrostation.

## Toekomstplannen
Københavns Hovedbanegård had in 2005 een maximumcapaciteit van 17 treinen per uur richting Ringsted in het westen. Daarmee was een uitbreiding noodzakelijk geworden. Ook verwacht men dat er in de toekomst iedere 5 minuten een trein zal rijden tussen Denemarken en Zweden.
De volgende voorstellen werden op tafel gelegd:
- Inrichting van een nieuw perron met twee nieuwe perronsporen tussen de huidige sporen 4 en 5 (gelijk aan spoor 26).
- Inrichting van twee nieuwe perrons met vier nieuwe perronsporen boven vier reeds bestaande sporen.
- Inrichting van vier nieuwe perronsporen onder Bernstorffsgade (De straat tussen Københavns Hovedbanegård en Tivoli) met twee perrons ter hoogte van het huidige station.
- Inrichting van een satellietstation nabij station Dybbølsbro
- Inrichting van een terminal voor lange afstandsverbindingen in Ørestad tussen het huidige station en het metrostation bij het winkelcentrum Field's.
- Uitbreiding van station Ørestad met twee extra perronsporen.
- Uitbreiding van het spoor tussen station Ørestad en luchthaven Kastrup met twee extra perronsporen voor beide stations.
- Uitbreiding van het spoor tussen Københavns Hovedbanegård en Ringsted naar 5 sporen. Hiermee vervalt het capaciteitsprobleem van 17 treinen per uur.